# 清掃施設工事業
清掃施設工事業（せいそうしせつこうじぎょう）とは、し尿処理施設又はごみ処理施設を設置する工事を業とする建設業。
工事の例示としては、 ごみ処理施設工事、し尿処理施設工事

## 解説
公害防止施設を単体で設置する工事については、『清掃施設工事』ではなく、それぞれの公害防止施設ごとに、例えば排水処理設備であれば『管工事』、集塵設備であれば『機械器具設置工事』等に区分すべきものである。
し尿処理に関する施設の建設工事における『管工事』、『水道施設工事』及び『清掃施設工事』間の区分の考え方は、規模の大小を問わず浄化槽（合併処理槽を含む。）によりし尿を処理する施設の建設工事が『管工事』に該当し、公共団体が設置するもので下水道により収集された汚水を処理する施設の建設工事が『水道施設工事』に該当し、公共団体が設置するもので汲取方式により収集されたし尿を処理する施設の建設工事が『清掃施設工事』に該当する。